# قیفک تیزگوشه
قیفک تیزگوشه (نام علمی: Conus acutangulus) نام یک گونه از سرده قیفک‌ها است.